# Testigos de Jehová y abuso sexual infantil

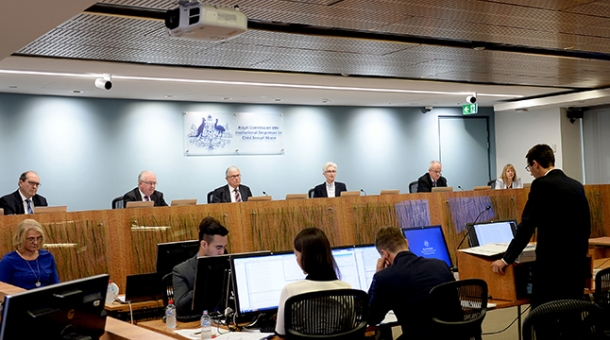
Líderes de los testigos de Jehová en la Royal Commission into Institutional Responses to Child Sexual Abuse en Australia

La organización religiosa de los Testigos de Jehová ha sido frecuentemente relacionada institucionalmente con casos de abuso sexual infantil y violencia sexual documentados en diversas latitudes del mundo, muchos de ellos actualmente en litigio. En los últimos años, la praxis sobre el manejo de estas situaciones al interior de las congregaciones de los testigos de Jehová, así como el encubrimiento sistemático de abusos sexuales y otras vulneraciones a menores de edad por parte de miembros de la organización, han sido materia de litigio en los países donde opera la organización y han sido criticadas y denunciadas por exasociados, víctimas de abuso eclesiástico, teólogos de diversas corrientes cristianas, organizaciones de derechos humanos, activistas feministas, activistas en favor de los derechos de la infancia,  sectores de la sociedad no vinculados con la organización, así como por diversas comisiones nacionales sobre abuso eclesiástico, como las desarrolladas en Japón en 2022 y en 2023, o en Australia en 2015.
Al menos en dos casos, los tribunales de los Estados Unidos de América han condenado a la Watch Tower Bible and Tract Society of Pennsylvania (representantes legales de la institución), a pagar compensaciones a las víctimas de abuso sexual por considerar que sus políticas en torno al manejo de estos casos fueron inadecuadas o perjudiciales para las víctimas. La  Real Comisión Australiana sobre la Respuesta Institucional a los Abusos Sexuales en Australia revisó las políticas y procedimientos de esta organización en cuanto al abuso sexual infantil en Australia, dejando en claro que el interés «no es investigar conjuntos individuales de hechos o eventos particulares», sino las actitudes de la organización, incluyendo la manera en que respondió a las denuncias de abuso sexual de menores.
La disciplina congregacional y las creencias habitualmente difundidas en el interior de la organización a través de sus publicaciones han incidido negativamente en la prevención y gestión de estas incidencias, como la "regla de los dos testigos", así como también las distintas creencias dentro de sus prácticas habituales de disciplina interna como la objeción de la educación sexual integral, la oposición sistemática y habitual al ejercicio libre de los derechos reproductivos por parte de menores de edad en el caso de embarazo no deseado o embarazo considerado como "clínicamente inviable", entre otras creencias.
Por su parte, el Cuerpo Gobernante de los Testigos de Jehová afirma tener políticas de protección de menores que se han ido refinando para tratar este tipo de casos. Los detalles de estas políticas han sido dados a conocer en algunas de sus publicaciones y en los comunicados de prensa emitidos por su Oficina de Información Pública. Testimonios y reportajes publicados en medios de comunicación y diversas causas litigadas en diversos países del mundo han señalado que las sucursales de los testigos de Jehová habitualmente emplean políticas de encubrimiento sistemático, que según el grupo están basadas en la Biblia. pero que no obstante, dificultan los procesos judiciales en contra de ancianos y precursores involucrados en situaciones de abuso sexual y violencia sexual en contra de menores de edad. Algunas víctimas de abuso sexual han afirmado que mediante mecanismos de extorsión, sobornos y amenazas verbales, incluyendo además procedimientos dictaminados por el comité judicial de la congregación,  los ancianos locales les ordenaron guardar silencio para evitar estigmatizar públicamente tanto al acusado como a la organización Según la organización, a los miembros se les dice que tienen todo el derecho a denunciar delitos ante las autoridades seculares, y que es una decisión personal y voluntaria denunciar cualquier incidencia a los ancianos de la congregación.

## Demandas legales
Como organización, los Testigos de Jehová han sido acusados de ocultar abusos sexuales de miembros de su comunidad contra menores de edad en la misma, de evitar que las víctimas de abuso acudan a la policía, de coaccionar a víctimas con ese fin, de exigir que presenten dos testigos ante un comité de ancianos a fin de ejercer sanciones religiosas, de no excomulgar y de volver a aceptar a miembros que se declaren arrepentidos, colocándolos en posición de volver a abusar de menores,[cita requerida] y de mantener una base de datos con los nombres de abusadores sexuales que se niegan a compartir con la policía. También han sido acusados de negarse a dar compensación a las víctimas, así como de no informar al público en general acerca de la existencia de un posible pederasta en la comunidad.[cita requerida]
Los Testigos de Jehová expidieron un comunicado de prensa, en el cual señalan que «los ancianos tal vez estén obligados por ley a dar a conocer a las autoridades las acusaciones, aunque no estén confirmadas o probadas» y además que «si la víctima ―o cualquier persona que tenga conocimiento de la acusación― desea presentar una denuncia ante las autoridades, tiene todo el derecho de hacerlo».[cita requerida] A pesar de ello, aún no se ha hecho público un comunicado interno  que inste a los ancianos a llevar a cabo dichas acciones. Las instrucciones son llamar a la sede central para conocer la ley del país.  
Existen voces críticas, que aseguran que, en la práctica, las políticas son ineficientes, porque encubren directamente los casos, siendo que en ciertos lugares la ley no obliga a informar un crimen, además los ancianos no son instruidos a hacerlo y tampoco sugieren a la víctima que lo haga. En aquellos lugares donde la ley exige que se denuncie un abuso, los Testigos de Jehová mantendrán como miembro activo a un abusador sexual, si en el proceso de excomunión no hay dos testigos en su contra o si él se declara arrepentido. Por tal motivo han surgido diferentes grupos, cuyo propósito es denunciar ante la justicia los casos de abuso sexual, la política que esta institución religiosa tiene al respecto y los fallos e irregularidades que se cometen en el manejo de estos casos. William Bowen es un exmiembro del clero de los Testigos de Jehová y creador de Silent Lambs, una asociación de apoyo a las víctimas de abuso sexual en los testigos de Jehová. En una carta al New York Times, él afirma que la política de esta organización religiosa es ocultar los abusos sexuales.
William Bowen ha asegurado que él fue testigo de Jehová en Draffenville (Estado de Kentucky) hasta el 22 de julio de 2002, durante ese periodo de tiempo, tuvo una extensa participación activa dentro de la Organización Watch Tower en un lapso de veinte años. Se definió como precursor, siendo partícipe como siervo ministerial y anciano en Betel (sede central de la Watch Tower). También colaboró en diferentes posiciones administrativas y directivas, dicto discursos en las asambleas de circuito y distrito. Afirmó que fue expulsado de la Organización por criticar públicamente la supuesta forma en que la congregación maneja los casos de abuso sexual contra los niños. Bowen sostuvo que la Organización protege a los pedófilos al no informar sobre los abusos a la policía, logrando que las víctimas no denuncien su situación ante las autoridades ni cuenten sus asuntos a nadie de la congregación al ver que los victimarios son los protegidos. Bowen envió una carta a la prensa relatando lo siguiente:

Les escribo referente a un problema que trasciende las creencias religiosas y expone una realidad que afecta a miles de niños todos los días. He servido como un ministro cristiano por más de veinte años. Sin embargo, ya no puedo continuar sirviendo a los miembros de mi congregación, siendo que no puedo estar de acuerdo con una política de una organización que me exige como anciano que estoy obligado a aplicarla. Esta política, en mi opinión, le ha hecho daño a miles, y está dejando a muchos sin protección, y le proporciona refugio a los que son inequívocamente una partida de criminales. 
Estoy refiriéndome a la política de la Watchtower de mantener la información sobre los pedófilos confidencial. Estos pedófilos están siendo protegidos por un «código de silencio» dónde incluso los miembros de la familia inmediata no pueden informarlos, y, en muchos casos, los pedófilos acusados permanecen en posiciones de responsabilidad dentro de la congregación mientras sus víctimas sufren en silencio o se enfrentan a sanciones. Yo creo que esta política no es ética, es inmoral y en muchos estados es ilegal.
William Bowen

La Sociedad Watch Tower ha negado estos hechos y ha asegurado en diferentes ocasiones que los Testigos de Jehová respetan y se rigen por las leyes de cada país.
Bowen ha afirmado que esta política de encubrimiento institucional se conoce por informes indirectos de terceras personas que no quieren testificar. Por ejemplo, contó lo siguiente: «En 2002, yo ya había sido contactado por tres fuentes diferentes, quienes aseguraban estar en comunicación con personas que trabajaban en las oficinas principales de la Sociedad Watch Tower. Estos informantes les proporcionaron a mis contactos muchos datos que estaban en las computadoras que vinculan a veintitrés mil setecientos veinte abusadores de niños en sus archivos».
Bowen creó un grupo de apoyo en Internet llamado Silent Lambs (‘Corderos Silenciosos’), una organización sin fines de lucro que ofrece asesoramiento, orientación y ayuda legal para aquellos que han sido víctimas de abuso sexual, donde puedan denunciar activamente la pederastia que existe dentro de la Organización de los Testigos de Jehová.
En 2012, el abogado de la Sociedad Watch Tower (Testigos de Jehová) presentó un memorándum ante los tribunales de Estados Unidos declarando que, ninguna Corte de Justicia proclamó culpable a la organización de tener una conducta indebida o ilegítima sobre el abuso sexual. El abogado también manifestó que el sitio web Silent Lambs es un vehículo para que Bowen «ventile sus quejas personales contra sus anteriores asociados religiosos», por lo cual, los comentarios de Bowen carecen de fundamento sinedo consistentemente acusatorios contra las creencias de los Testigos de Jehová.
Bárbara Anderson, quien fue miembro de Watch Tower, es otra de las personas que denuncia activamente la forma en la que se regulan los casos de abuso sexual a menores dentro de la Organización. Declaró que fue miembro de los Testigos de Jehová desde 1954 hasta 1997 trabajando en su central mundial en Brooklyn, Nueva York, desde 1982 hasta 1992. En sus últimos tres años de actividad colaboró en un proyecto de investigación oficial sobre el desarrollo histórico de este movimiento religioso que se publicó en 1993, en el libro Los testigos de Jehová, proclamadores del Reino de Dios y en la redacción de la revista ¡Despertad!. También investigó sobre el abuso sexual a menores en esta religión y mantuvo una voz crítica en numerosos programas de televisión y radio sobre su supuesta mala política sobre el tema. 

In the matter of complex situations related to child sexual abuse―the two-witness rule; the January 1, 1997 'Watchtower' magazine’s new stated policy with its loophole; applicable advice in the elder textbook, Pay Attention To Yourselves And To All The Flock; [...] Elders are not magistrates. The March 14, 1997 letter to all bodies of elders; all other pertinent letters, and related Kingdom Ministry School instructions―are all problematic. These directives were supposedly written with the intention of protecting the congregation, yet ended up protecting the pedophile. I only hope it was not done intentionally for this purpose.
‘En materia de situaciones complejas relacionadas con el abuso sexual a menores, la regla de los dos testigos, citada el 1 de enero de 1997 en la revista Atalaya es una política con lagunas, al igual que las hay en su libro de asesoramiento sobre lo que hacer en casos judiciales de este tipo «Presten atención a sí mismos y a todo el rebaño». [...] Los ancianos no son magistrados. La carta enviada el 14 de marzo de 1997 a todos los cuerpos de ancianos, y las instrucciones de la Escuela del Ministerio del Reino, no solucionan los problemas. Estas directivas fueron supuestamente escritas con la intención de proteger a la congregación, sin embargo, terminó en la protección del pedófilo. Sólo espero que no se hiciera intencionadamente para este propósito’.
Bárbara Anderson

En 2008, Bárbara Anderson publicó Los Testigos de Jehová en crisis: secretos de pedofilia en una religión estadounidense. Este libro contiene comentarios acerca de cinco mil páginas investigadas, en doce registros judiciales, ubicados en cuatro estados de los Estados Unidos. Estos documentos judiciales son el resultado de doce demandas a los Testigos de Jehová desde 1999. Anderson afirma que la mayor parte de las demandas se resolvieron fuera de los tribunales en los últimos decenios.

### Otros casos
En el caso de Tim W. en el condado de Tehama (Estado de California), la segunda demanda dijo:

Watchtower Bible and Tract Society of New York, Inc. had actual knowledge that James Henderson was a sexual predator since at least 1964. Yet, for the better part of three decades, that appointed and re-appointed him to the positions of elder and ministerial servant.
‘La sociedad Watch Tower tenía conocimiento real de que James Henderson era un depredador sexual al menos desde 1964. Sin embargo, durante tres décadas, estuvo sirviendo como siervo ministerial y anciano’.

En 2002, Érica Rodríguez, presentó una demanda en la Corte del Distrito de Estados Unidos en el condado de Spokane (Estado de Washington). Manuel Beliz fue declarado culpable de abusar de ella siendo condenado a once años de prisión por su delito. Después, también se le expulsó de la congregación. En su demanda, Rodríguez solicitó daños y perjuicios a Beliz por su abuso, solicitando también a la Sociedad Watch Tower, pero la denuncia contra la sociedad fue desestimada.
En 2003, Heidi Meyer afirmó que los motivos en relación con su abuso sexual fueron desestimados en su comité judicial y que se trata de un problema generalizado. Sin embargo, su caso en contra de la sociedad Watch Tower también fue desestimado por el tribunal. En mayo de 2002, el programa estadounidense Dateline dio la noticia en la televisión con un programa denominado «Testigos de la fiscalía». Este programa está disponible en Internet.
En un comunicado de prensa del 21 de noviembre de 2007, la Oficina de Información Pública de los testigos de Jehová, declara:

In the United States, over 80,000 elders currently serve in over 12,300 congregations […] During the last 100 years, only eleven elders have been sued for child abuse in thirteen lawsuits filed in the United States; in seven of these lawsuits against the elders, accusations against the Watchtower Society itself were dismissed by the courts.
‘En los estados Unidos, en la actualidad, hay más de 80.000 ancianos en más de 12 300 congregaciones [...] Durante los últimos 100 años, solo 11 ancianos han sido demandados por abuso de menores en 13 demandas presentadas en los Estados Unidos; En siete de estos juicios contra los ancianos, las acusaciones en contra de la propia Sociedad Watch Tower fueron desestimadas por los tribunales’.

En 2007, los abogados defensores de las víctimas convencieron al tribunal del condado de Napa (Estado de California) de que el «privilegio eclesiástico de confidencialidad» no sustituye a la obligación legal de informar a las autoridades los casos de abuso sexual. Se ha afirmado que desde entonces, la Sociedad Watch Tower ha optado por pagar una cantidad no revelada (presumiblemente millones) fuera del tribunal, a víctimas de abuso sexual dentro de las congregaciones. Se desconoce la veracidad de esta afirmación.
Según información de origen no especificado, la periodista Lisa Mayers afirmó en la cadena de noticias NBC News, que un demandante fue indemnizado por la Sociedad Watch Tower con más de 780.000 dólares.
En 2017, la demanda de Stephanie Fessler, quien había demandado a la iglesia de los Testigos de Jehová en el condado de York por no denunciar a las autoridades, se resolvió por un acuerdo extrajudicial con los abogados de la Wach Tower. El acuerdo incluye una cláusula de confidencialidad, por lo que no se puede conocer la cantidad que Fressler recibió.
En 2018, las demandas de Osvaldo Padrón y José López, quienes fueron abusados en la infancia por un miembro de la organización de los Testigos de Jehová alegando encubrimiento por parte de la organización, también se resolvieron por un acuerdo extrajudicial. Originalmente, el juez había condenado a la institución religiosa de los Testigos de Jehová a un pago de 13.5 millones de dólares que estaban en litigio por una apelación, así como a una multa de 4,000 dólares hasta que aceptara abrir sus expedientes sobre el caso. Se desconoce la cifra final del acuerdo debido a la existencia de cláusulas de confidencialidad.
Adicionalmente, han salido a la luz pública otros casos de abuso sexual contra menores, que han sido denunciados, se han saldado con condenas o están pendientes de causas judiciales:
- 17 de noviembre de 2005: Oscar Omar Osorto, testigo de Jehová y anciano de congregación, fue expulsado y condenado a 25 años por cargos de violación de menores.[53]
- En febrero de 2006, en Chile,  se produjo la primera denuncia de casos de abusos sexuales y se criticaron las prácticas de las congregaciones.[54][55]
- 19 de diciembre de 2006: Marcel Simonin, «anciano» testigo de Jehová, fue declarado culpable de agresión sexual y destituido como anciano, aunque no se sabe si fue expulsado.[56]
- 12 de noviembre de 2006: Enrique Bahena Robles, también anciano, es detenido por el delito de violación de un niño. Los artículos no indican si continúa siendo testigo de Jehová o si ha sido expulsado.[57]
- 19 de julio de 2006: Zuri McGhee, testigo de Jehová, es acusado de múltiples cargos de abuso sexual a un niño.[58]
- 26 de junio de 2006: Jesús Cano es despedido de Betel y expulsado por tratar de atraer a niños.[59]
- 17 de abril de 2009: Francis Gandhi, anciano de congregación en la ciudad de Kailahum (en Sierra Leona, África) es acusado de violación de una niña de 11 años.[60]
- Junio de 2012: Jonathan Kendrick acusado de abusar sexualmente de Candace Conti durante dos años desde 1995. La corte decretó que Conti fuera indemnizada con 28 millones de dólares. La cantidad fue reducida a la décima parte, 2,8 millones de dólares. En junio de 2015, Candace Conti se olvida de su reclamo por supuestas injusticias y su desacuerdo con las normas de los Testigos de Jehová, aceptando un arreglo por 2.800.000 dólares.[61][62]
- En 2014, la organización religiosa debió pagar en San Diego 13,5 millones de dólares por compensación de un joven que fue violado desde 1986, cuando tenía 7 años, por un ministro de los Testigos de Jehová.[63]
- En julio de 2015, la Comisión Real sobre la Respuesta Institucional a los Abusos Sexuales australiana (creada originalmente con el objetivo de dar respuesta institucional a los casos de abuso sexual infantil cometidos por miembros de la Iglesia católica) calculó 1006 casos de menores agredidos. El fiscal Angus Stewart definió a los Testigos de Jehová «como una secta insular con reglas diseñadas para detener los informes sobre abusos sexuales».[64][65]
- En septiembre de 2018, la Sociedad Watch Tower fue condenada a pagar 35 millones de dólares en Thompson Falls, Montana, por no denunciar un caso de abuso sexual sucedido hacia 2000.[66] El tribunal supremo de Montana decidió en enero de 2020, por unanimidad, revocar la decisión.[67]
- En septiembre de 2019, un anciano de los testigos de Jehová de la congregación de Valparaíso, Chile, fue imputado por delitos de explotación sexual y una serie de abusos sexuales  a menores de entre dos a siete años de edad.[68] Debido a que conforme a derecho fue formalmente denunciado ante el ministerio público por varios miembros de la congregación de esa ciudad, el imputado por la justicia fue además formalmente expulsado de la congregación conforme a los protocolos previstos y a dictamen formal del comité judicial constituido por la congregación en Valparaíso a raíz del proceso judicial.[68][69]
- 6 de marzo de 2020: La 3.ª Fiscalía Penal de São Paulo, Brasil, investigó a los Testigos de Jehová por delito sexual. Según la denuncia recibida, además del abuso sexual contra niños, niñas y adolescentes, también se investigó por intentar avergonzar a las víctimas, impidiéndoles denunciar los delitos. Otra acusación viene de los ancianos expulsados, porque no estaban de acuerdo con la política de delitos sexuales de la organización, quienes reportaron el mismo modus operandi. «Se nos informó que estábamos obligados a no denunciar a las autoridades ni a la policía»[70]
- En octubre de 2022, la  Oficina del Fiscal de Distrito de Pensilvania presentó cargos contra cuatro precursores y ancianos de diversas congregaciones de ese estado por abuso sexual, violencia sexual y pederastia.[71] Debido a la magnitud y gravedad de los hechos, diecinueve víctimas a octubre de ese año, se abrió un proceso investigativo, hasta el día de hoy en desarrollo. A principios de 2023, y debido a nuevos antecedentes y testimonios presentados, así como antecedentes sobre el eventual encubrimiento de estos hechos por parte de congregaciones en ese estado, diversas resoluciones de la fiscalía y una resolución del tribunal de ese estado amplió los cargos a otros catorce imputados[72][73][74]por los mismos delitos.
- En noviembre de 2023, y en el marco de las investigaciones y litigios judiciales sobre abuso eclesiástico y vulneraciones a menores de edad en Japón, un informe señaló que al menos un 90% de las víctimas de abuso eclesiástico por parte de miembros de los testigos de Jehová en Japón reportaron haber sufrido algún tipo de maltrato físico y psicológico y situaciones de violencia intrafamiliar y violencia sexual a consecuencia de las prácticas de disciplina congregacional y procedimientos de juicio canónico realizados a menores de edad. Al día de hoy, las causas judiciales en Japón -que comprenden a una cifra estimada inicialmente en 581 víctimas- siguen en desarrollo y pendientes de resolución. [75][76][77][78]

## Controversias respecto a una base de datos de abusos interna
La organización Silent Lambs sostiene, que los presuntos abusadores sexuales de menores serían 23.720 miembros de los Testigos de Jehová. Un representante de la oficina de información pública de la Organización dijo en una entrevista que ese dato es falso y que el número es «considerablemente menor, ya que en esa lista están incluidos los nombres de personas que han sido acusadas por denuncias sin fundamento y otros acusados antes de ser Testigos de Jehová».
El tribunal judicial del condado de Napa (estado de California) dictaminó que no se puede utilizar el «privilegio eclesiástico de confidencialidad» como una manera de proteger a los pedófilos de la aplicación de la ley. La sentencia declara además, que toda la información y documentación de los comités judiciales sobre casos de abusos a menores, deberán ser presentados a los tribunales si la información es pertinente para el caso.
Los testigos de Jehová afirman que esas listas no consisten en nombres de pedófilos confirmados, sino que incluyen nombres de personas sospechosas, pero a las cuales ni el comité judicial de la congregación ni la investigación policíaca civil ha demostrado que fueran culpables. También incluye nombres de personas que ya cumplieron su condena civil, solo para estar alertas hacia sus inclinaciones. Incluyendo en las mismas, casos de adolescentes de igual edad que por libre consentimiento exploraron su sexualidad o cometieron inmoralidad (situaciones clasificadas también por los testigos como «casos de inmoralidad que involucran a menores»). Por todo esto sería grave presentar esos nombres irresponsablemente a la prensa pública.[cita requerida]

## Doctrinas en relación con los abusos sexuales

### Política de dos testigos oculares
La política disciplinar de los Testigos de Jehová en cuanto a faltas morales requiere tener el testimonio de dos testigos para establecer la culpabilidad del abusador en ausencia de una confesión por parte del infractor. En una declaración oficial, la Oficina de Información Pública de los Testigos de Jehová aplicó ese mismo principio a los abusos de menores. Este requisito ha sido propuesto tomando como partida la vigencia actual, así como la interpretación literal, de algunos pasajes bíblicos (Deut. 17:6; Deut. 19:15; Mat. 18:16, 2 Cor. 13:1, 1 Tim. 5:19) que se refieren a acusaciones que se establecieron en la boca de dos o tres testigos.
Un representante de la Sociedad Watch Tower testificó que la organización no se considera responsable de la "protección física" de los niños de la comunidad. Las víctimas de abuso deben proporcionar detalles de su abuso ante el comité judicial, lo que puede causar un trauma adicional. A los ancianos se les indica que no se debe exigir a la víctima que se enfrente a su abusador para presentar una acusación; sin embargo, las víctimas adultas pueden hacerlo si lo desean.
El libro titulado Presten atención a ustedes mismos y a todo el rebaño ―que, entre otras cosas, establece el procedimiento en casos disciplinarios que deben atender los ancianos de congregación―, en la unidad 5b, bajo el tema «Cómo manejar los casos judiciales», explica que para que una acusación tenga validez se requiere la prueba de dos testigos presenciales, aunque no es necesario que ambos hayan estado presentes en el mismo momento de cometida la falta.
Aplicando esta idea, a partir de una carta a las congregaciones de Gran Bretaña, enviada el 11 de julio de 2002, se indica que las declaraciones de dos testigos de eventos separados pueden ser aceptadas: 

Si hay dos o más testigos presenciales de la misma clase de delito, pero cada uno es testigo de un incidente por separado, su testimonio puede ser considerado. Estas pruebas pueden utilizarse para establecer la culpabilidad. [cita requerida]

La organización -a través del Cuerpo Gobernante y de las sucursales en cada territorio donde opera- considera que esta política es una protección contra acusaciones maliciosas de agresión sexual y afirma que esta política de dos testigos se aplica únicamente a la disciplina congregacional y no influye en si un delito se denuncia por parte de las víctimas ante el poder judicial. Las pruebas de ADN, los informes médicos, los dictámenes judiciales emitidos por el poder judicial, o la información de expertos forenses o de la policía que demuestren y certifiquen que hubo un delito de violencia sexual posiblemente puedan aceptarse dentro de los procesos de juicio canónico como un "segundo testigo" válido ,sin embargo, expertos  sobre la materia  argumentan que, sin la obligación de informar todas las acusaciones de abuso, independientemente de las leyes locales, dichas pruebas podrían pasar desapercibidas. Este enfoque también ha sido criticado por constituir en un mecanismo de revictimización -con las eventuales consecuencias en la salud mental de las víctimas- y en centrarse en determinar la culpabilidad pasando por alto la gravedad del abuso inicial y permitir que un publicador que es un delincuente sexual quede impune hasta que sea descubierto abusando de varias víctimas.

### Norma de los tres años
El libro Organizados para nuestro ministerio del reino publicado por la Sociedad WatchTower en 1972 declaraba que si una persona en un puesto de responsabilidad dentro de la congregación cometía algún pecado, pero no confesaba el mal, en cuanto se tuviera conocimiento de ese pecado, debía ser retirado de todas sus responsabilidades. El libro lo explica así:

If a person was serving as an elder or a ministerial servant when he committed a serious wrong, even though it was some years ago, he bears a degree of reprehensibility, for he continued to serve in that position though knowing that he had, for the time at least, disqualified himself, not being then «free from accusation» (1 Tim. 3:2, 10; Titus 1:6,7) He should have informed the judicial committee that he did not adhere to the requirements and should have stepped down from his position. In view of his failure to do this at that time, he would now be removed from that position.
Si una persona cometió un mal grave cuando servía como anciano o siervo ministerial, a pesar de que han pasado algunos años, el debía haber sido reprendido, ya que continuó sirviendo en ese puesto descalificándose a él mismo, y no estando «libre de acusación». (1 Tim 3:2,10; Tito 1:6,7) Debería haber informado al cuerpo de ancianos que no cumplía los requisitos y dimitir de su cargo. En vista de la incapacidad para hacerlo en ese momento, se debería retirar de esa posición.

El término «hace algunos años» se concretó usando el de «en un plazo de tres años». Esta norma consiste en que tres años después de haber cometido un pecado sin ser confesado y disciplinado, ya ha pasado demasiado tiempo como para tomar cartas en ese asunto, dando un giro a lo expresado anteriormente en el libro Organizados. En la sección «La caja de preguntas» bajo el título «¿Qué se quiere decir por “unos años atrás” en la página 167, párrafo tres, del libro Organizados?», publicado en Nuestro ministerio del Reino de diciembre de 1972, pág. 2 a 4 explica el cambio:

Esto indica más de uno o dos años. Se puede notar que no se dijo «muchos años atrás». De modo que no es un número exacto de años, sino más bien dos o tres años. No se tuvo en mente que un hermano repasara su pasado distante para mencionar males de los cuales se arrepintió hace años y los cuales evidentemente han sido perdonados por Jehová y no se están practicando ahora. En muchos casos los males ocurrieron antes de que La Atalaya dirigiera la atención a lo que dicen las Escrituras sobre tal conducta incorrecta. Si un hermano ha estado sirviendo fielmente por algunos años y ha visto evidencia de la bendición de Jehová sobre él, ¿por qué debe ahora dejar su puesto de servicio? Si ahora tiene el punto de vista correcto sobre conducta y puede dar buen consejo, debe poder continuar sirviendo. Si el cuerpo de ancianos local ve que él tiene el respeto de la congregación y que ha mostrado las aptitudes apropiadas por los pasados dos o tres años, puede permanecer en su puesto de servicio. ¿Debe darse a conocer el mal públicamente después de muchos años? El libro (página 166), bajo «Censura pública», cita 1 Timoteo 5:20 y menciona la censura de aquellos que confiesan haber cometido más de una ofensa. Pero esto en realidad tiene que ver con acontecimientos recientes. La traducción interlinear de las Escrituras Griegas, en inglés, se refiere a los que «están pecando», algo que está ocurriendo en ese tiempo. De modo que si el arrepentimiento ocurrió hace algunos años, tres años o más, y cesó el cometer pecado, no es necesario dar censura pública ahora a alguien que cometió más de una ofensa «unos años atrás».
La caja de preguntas, pág. 2 a 4. Nuestro Ministerio del Reino, diciembre de 1972

Esta posición se explicó en la escuela de entrenamiento ministerial de dos días de duración en 1991, para excluir a individuos involucrados en casos de abuso sexual a menores de los puestos de responsabilidad en las congregaciones. En la escuela de entrenamiento ministerial de 2005, se afirmó que los actos de porneia (comportamientos sexuales inadecuados) exigían un comité judicial interno, y si en estos participaran niños, el caso sería tratado como de abuso sexual a menores. Cualquier caso de abuso sexual a menores impediría que una persona reuniera los requisitos para un puesto de responsabilidad dentro de la congregación. Sin embargo en ninguna de estas ocasiones se repitió que esto tuviera un límite de tres años, información vigente solo en los años setenta y para otro tipo de faltas.

### Ejercicio autónomo y libre de los derechos reproductivos por parte de menores de edad
Debido a que en la organización el ejercicio libre y autónomo de los derechos reproductivos por parte de menores de edad en el caso de embarazo no deseado  se considera una causal de expulsión según la doctrina de la organización,las personas menores de edad que han sido víctimas de violencia sexual habitualmente deben cargar con las consecuencias del embarazo forzado muchas veces en el desamparo y en condiciones inhumanas derivadas de una cultura de exclusión social -debido a las prácticas de disciplina congregacional existentes en la organización- y bajo presiones y amenazas por parte de ancianos y precursores tanto hacia las víctimas como hacia las familias de la víctimas.  De acuerdo a lo señalado por víctimas de abuso eclesiástico, las situaciones son especialmente graves en casos donde la víctima del abuso sexual es expulsada de la organización y del grupo familiar. 
En el año 2002, y en el contexto de las primeras denuncias públicas de violencia sexual al interior de la organización, The New York Times señaló en su edición del 11 de agosto de 2002:

" (...) La magnitud de los casos de violencia sexual en los testigos de Jehová tiene ciertas diferencias con lo ocurrido al interior de la Iglesia católica, donde la mayoría de las personas acusadas de abuso son sacerdotes y una gran mayoría de las víctimas eran menores de edad y jóvenes. En los Testigos de Jehová, donde las congregaciones habitualmente están formadas por familias numerosas y los ancianos de la iglesia se eligen entre los publicadores, varios de los acusados son ancianos, pero la mayoría de los imputados son publicadores y precursores de la congregación. Las víctimas que han tenido la valentía de denunciar son en su mayoría niñas y mujeres jóvenes, y muchas de las acusaciones incluyen además denuncias por incesto..."

La Convención Internacional de los Derechos de Niños, Niñas y Adolescentes señala en su artículo 16° que:

1. Ningún menor de edad será objeto de injerencias arbitrarias o ilegales en su vida privada, su familia, su domicilio o su correspondencia ni de ataques ilegales a su honra y a su reputación.

2. Las personas menores de edad tienen derecho a la protección de la ley contra esas injerencias o ataques.

Asimismo, el artículo 6° de dicha convención señala lo siguiente:

1. Los Estados Partes reconocen que toda persona menor de edad tiene el derecho intrínseco a la vida.

2. Los Estados Partes garantizarán en la máxima medida posible la supervivencia y el desarrollo de las personas menores de edad

Las teorías conspirativas sobre las Naciones Unidas y la oposición a la educación sexual integral habitualmente difundidas en las publicaciones de los testigos de Jehová, así como las creencias en particular de generaciones de creyentes sobre la sexualidad -influidos por las doctrinas de la organización en el contexto de las predicciones y profecías sobre 1975 y puntos de vista sobre la sexualidad como los planteados en los libros Lo que los jóvenes preguntan, respuestas prácticas de 1989, y ¡Disfrute de la vida para siempre! Curso interactivo de la Biblia de 2021- han incidido en el obstruccionismo de publicadores vinculados a la organización religiosa a que menores de edad que han sufrido de violencia sexual puedan ejercer los derechos reproductivos de manera autónoma y confidencial, constituyendo en consecuencia, una vulneración grave al principio jurídico sobre el interés superior de las personas menores de edad frente a situaciones de violencia sexual y vulneraciones al derecho a la salud. 
Los testigos de Jehová han defendido y justificado sus prácticas de expulsión y censura a las víctimas de violencia sexual y a las víctimas de embarazo forzado señalando —a modo de gaslightning— que la "muerte social" es "un acto de amor y de generosidad".
En opinión de la Real Comisión Australiana sobre la Respuesta Institucional a los Abusos Sexuales en Australia, la comisión sostiene que "no consideramos que la organización de los Testigos de Jehová sea una organización que responda adecuadamente al abuso sexual y sus secuelas... La aplicación insistente por parte de la organización de políticas ineficaces como la regla de los dos testigos en casos de violencia sexual muestra una grave falta de comprensión de la naturaleza del abuso sexual en menores de edad".  En su informe final, la comisión señaló que "mientras la organización de los Testigos de Jehová continúen confiando en una interpretación literal de la Biblia y los principios del siglo I para establecer prácticas, políticas y procedimientos en sus respuestas frente a los casos de violencia sexual, seguirá siendo una organización que no responde adecuadamente a casos de  abuso sexual y que no protege a los menores de edad".

### Restricciones a los abusadores de niños
Cuando el acusado reconoce en el comité judicial que cometió abuso sexual infantil, o se demuestra su culpabilidad por testimonio, los ancianos toman las medidas pertinentes dentro de la congregación, conforme a los procedimientos de disciplina congregacional. Si no está arrepentido, no se le permite seguir siendo miembro de la congregación, e incluso si está arrepentido —es decir, lamenta profundamente lo que hizo y está resuelto a no volver a hacerlo—, se procede según indican sus propias publicaciones:

Ahora bien, aunque los ancianos no puedan adoptar medidas dentro de la congregación, se espera que informen de la acusación a la sucursal de los testigos de Jehová de su país, si de este modo no atentan contra las leyes nacionales de derecho a la intimidad. Además de enviar un informe a la sucursal, los ancianos tal vez estén obligados por ley a dar a conocer a las autoridades las acusaciones, aunque no estén confirmadas o probadas. En tal caso se da asesoría legal a los ancianos para que puedan cumplir con la ley. Por otra parte, si la víctima ―o cualquier persona que tenga conocimiento de la acusación― desea presentar una denuncia ante las autoridades, tiene todo el derecho de hacerlo.
Comunicado oficial de prensa de los Testigos de Jehová

La Atalaya del 1 de enero de 1997 dice:

For the protection of our children, a man known to have been a child molester does not qualify for a responsible position in the congregation. Moreover, he cannot be a pioneer or serve in any other special, full-time service.
Para la protección de nuestros hijos, un hombre que haya abusado de menores no llena los requisitos para ocupar una posición de responsabilidad en la congregación. Además, no puede ser precursor [misionero de tiempo completo de los testigos de Jehová] ni participar en ningún otro aspecto del servicio especial de tiempo completo.
La Atalaya del 1 de enero de 1997

En todos los casos de sanción por parte del Comité judicial se imponen restricciones.El procedimiento de la Sociedad Watch Tower, cuando se acusa de abuso sexual infantil a cualquier testigo de Jehová, según una carta enviada a los cuerpos de ancianos el 10 de noviembre de 1995, es llamar al departamento de asuntos legales de la sucursal del país en cuestión:

Cuando un miembro de la congregación es acusado de molestar sexualmente a un niño, los ancianos deben comunicarse inmediatamente con nuestro Departamento de Asuntos Legales. Sea que la acusación ya haya sido informada a las autoridades o no, cuando se establece que un miembro es culpable de abuso sexual a menores, se deben dar pasos en armonía con las directrices que se ofrecieron en las cartas del 16 de junio de 1994 y 23 de marzo de 1992, ambas dirigidas a todos los cuerpos de ancianos [...] Por lo tanto, cuando un comité judicial estima que un miembro de la congregación que ha abusado deshonestamente de un menor está arrepentido y, por esa razón, se decide dejarlo permanecer en la congregación cristiana, deberán dar los pasos que se requieran para seguir protegiendo a la víctima. Se debe ejercer el mismo cuidado cuando se ha restablecido a un pedófilo, que había sido expulsado pero que ahora ha limpiado su vida [...] ¿Que pueden hacer si quien abusó de un menor se mudó a otra congregación? Se debe enviar su tarjeta de «registro de publicador de la congregación» a la nueva congregación, junto con una carta de presentación. Si está bajo restricciones judiciales, el comité de servicio debe informar del problema de manera clara y discreta a los ancianos de la nueva congregación, bosquejando el consejo dado y las restricciones vigentes, señalando lo que han estado haciendo para ayudarlo.
«Cómo actuar en caso de pederastia», carta a los ancianos

En la sucursal Betel de cada país, existe el denominado Departamento de Asuntos Legales. Cuando sucede algún caso que requiera asesoría jurídica como el de abusos a menores, los ancianos se ponen en contacto con ese departamento. Este departamento se ocupa de asesorar los casos y de guiar paso por paso a los ancianos que tratan este asunto.
De acuerdo a los criterios vigentes, y sin prejuicio de las competencias que tiene el Departamento de Asuntos Legales y el Comité Judicial, no existe en principio una restricción de facto para que cualquier publicador y miembro bautizado que tenga conocimiento de casos de abusos a menores de edad por parte de ancianos, publicadores o precursores en ejercicio pueda denunciar por voluntad propia de estas incidencias ante el poder judicial:

Además de enviar un informe a la sucursal, los ancianos tal vez estén obligados por ley a dar a conocer a las autoridades las acusaciones, aunque no estén confirmadas o probadas. En tal caso se da asesoría legal a los ancianos para que puedan cumplir con la ley. Por otra parte, si la víctima ―o cualquier persona que tenga conocimiento de la acusación― desea presentar una denuncia ante las autoridades, tiene todo el derecho de hacerlo. [cita requerida]

No obstante, el tratamiento sobre los ancianos, publicadores y precursores en ejercicio que han cometido estos delitos es laxo, y no necesariamente significa la expulsión formal y definitiva de la congregación -y consecuentemente, el cese de su calidad como publicador en ejercicio- de quienes han delinquido, algo que ha sido cuestionado por asociaciones de víctimas y diversas comisiones nacionales sobre abuso eclesiástico por ser un mecanismo de "blanqueamiento de antecedentes penales" y encubrimiento sistemático de delitos. En varios de estos casos, los mecanismos de encubrimiento han incluido el traslado del publicador y delincuente sexual hacia otro territorio o país, mecanismos similares a los detectados en los casos de abuso sexual en la Iglesia Católica. Si un abusador de menores de edad es considerado o no un "abusador conocido" se deja habitualmente a discreción y criterio de la rama local, aún cuando de jure exista sobre el abusador una medida cautelar y orden de alejamiento vigente según resolución judicial vigente. Una carta de la organización fechada el 1° de octubre de 2012 a los ancianos dice:  

"(...) La sucursal, no el cuerpo local de ancianos, determina si alguien que ha abusado sexualmente de un niño es considerado un abusador de niños conocido... No se puede decir en todos los casos que alguien que ha abusado sexualmente de un niño nunca podría calificar para privilegios de servicio en la congregación..."

Debido a esta laxitud e informalidad de criterios en los procedimientos de juicio canónico a delincuentes sexuales, y a generaciones de creyentes que crecieron en una cultura histórica de la desconfianza y desobediencia hacia el estado de derecho al interior de la organización derivada de las creencias previas al cisma posterior a las predicciones y profecías sobre 1975, en muchos territorios donde opera la organización es habitual que a los delincuentes sexuales todavía se les permite participar en la predicación de casa en casa de la congregación. Según el portavoz de la Sociedad Watch Tower, J. R. Brown, a tales personas solo se les permite predicar si van acompañadas de un adulto responsable. Otros puntos de vista negacionistas sobre la materia como los sostenidos por Massimo Introvigne, consideran que la doctrina de la organización se aplica únicamente en el ámbito eclesiástico y que ni afecta ni tiene que ver con las acciones en particular de miembros de la organización ante la autoridad. En 2016, un delincuente sexual infantil convicto en Estados Unidos fue filmado yendo de puerta en puerta  como publicador activo para la denominación.El blanqueamiento y encubrimiento sistemático por parte de ancianos y precursores, así como la forma laxa en cómo se ejecutan las sanciones a los publicadores en los procedimientos de juicio canónico por casos calificados como porneia,  ha dado como resultado que los depredadores sexuales mantengan un tratamiento privilegiado en la congregación. A los ancianos se les instruye que si un abusador de menores de edad se muda de su congregación a otra, deben enviar una carta al cuerpo de ancianos de la nueva congregación describiendo los antecedentes del agresor, aunque estas cartas generalmente no mencionan estas confesiones de abuso, ni tampoco los antecedentes penales y las medidas cautelares y prohibiciones judiciales vigentes.